# Obo
Obo  este un oraș  în partea de est a Republicii Centrafricane. Este reședința prefecturii  Haut-Mbomou.